# シュレック (キャラクター)
シュレック（英: Shrek）は、アメリカの作家、ウィリアム・スタイグによる架空のオーガのキャラクターである。また、同名の本の主人公であり、ドリームワークス・アニメーションによる映画シリーズや、ミュージカルの主人公でもある。ドイツ語で「おびえ」や「恐怖」を意味するSchreckに由来している。
映画での原語版声優はマイク・マイヤーズ、日本公開における日本語吹替版では、浜田雅功（ダウンタウン）が演じ、ミュージカルではおもにブライアン・ダーシー・ジェームズが演じた。
2010年5月21日、シュレックはロサンゼルスのハリウッド・ウォーク・オブ・フェイムの星を獲得した。同年6月、エンターテインメント・ウィークリーが発表した「過去20年間で最も偉大なキャラクター100人」のうち、15位にランクインした。

## 概要
シュレックは、巨大かつ緑色の肌を持つオーガで、スコットランドの訛りがある。しかし、『シュレック フォーエバー』では、普通のオーガーよりもずっと小さいことが明らかになっている。生い立ちは謎に包まれているが、『シュレック・ザ・ミュージカル』によると、7歳の誕生日に「オーガのしきたりだから」と両親に追い出されたことが明かされている。原作本でも両親が彼を沼地から追い出している。1人で旅をしているシュレックは、道行く人に叫ばれたり、からかわれたりしている。唯一、気持ちの良い挨拶を受けたのは、幼いフィオナが手を振ってくれた時だけで、すぐに両親に連れ去られてしまう。原作本では、両親は彼を現実の世界につながる暗い穴に放り込んだとされている。
怒れる暴徒を追い払った後、彼は自分の沼地にたどり着き、外便所に入り、文字通り大人のシュレックとして脱獄する。不機嫌で、危険で、皮肉屋で、人間嫌いで、毒舌だが、平和主義で、誰かを傷つけようとは思わず、ただ孤独に生きて、1人にしてほしいと思っている。シュレックには、おしゃべりなロバのドンキーがついている。シュレックが初めて登場したとき、彼は村人に向かって咆哮して怖がらせることに成功したが、後になって、村人たちは彼が何か悪いことをしたからではなく、彼がオーガだから襲ってきただけだということが明らかになった。
『シュレック』では、ドンキーとの会話の中で、「自分は人に会った瞬間に外の世界から判断されてばかりで、1人の方がいい」と嘆いている。これは、彼が他人に受け入れられようとして失敗し、引きこもりになったことを意味している。受け入れられないもう1つの要因は、『シュレック3』で、シュレックの父親が自分を食べようとしたことが明かされている。
自分が住んでいる場所に不法占拠者がいるのを見つけ、立ち退かせようとするが、自分は沼の所有者ではないため、彼らに対して法的手段を取ることができないことを知る。シュレックは、ファークアード卿にフィオナ姫の救出を依頼され、沼地の権利書と引き換えに、不法占拠者を合法的に追放することができる。しかし、ミッションの途中でシュレックはフィオナと深く愛し合うようになり、最終的にはファルクアードとの結婚を止めて自分が結婚することになる。
オーガであるシュレックの体力は相当なもので、木や金属の構造物を壊したり、鎧を着た人間を戦闘で倒したり、人間には重すぎる物体を持ち上げたり回転させたりすることができる。『シュレック2』では、フェアリー・ゴッドマザーの厳重な警備の前に巨大な魔法の薬の桶を置いていた。
『シュレック・カラオケ・ダンス・パーティ』では、シュレックが「Just the Way You Are」を歌っている。『遠い遠いアイドル』では、フィオナと一緒にTHE ROMANTICSの「What I Like About You」を歌った。シュレックは、外見が人型であるにもかかわらず、人々から醜いオーガだと思われているため、人付き合いが苦手だ。その過程で、シュレックは社交不安障害になったと言われている。
しかし、『シュレック3』以降のシュレックは、少なくとも「遠い遠い国」では、好かれる有名人になっている。4作目では、人々はシュレックが危険ではないことを理解し、シュレックに対する恐怖心や偏見を失っていくが、人々はシュレックを民衆のヒーローとみなし、以前にも増して頻繁に訪れ、彼を邪魔するようになる。しかし、映画の経験を経て、シュレックは自分の人生に感謝するようになる。

## 製作
1991年にスティーヴン・スピルバーグ監督が原作権を購入した際には、ビル・マーレイがシュレックを演じる予定だった。ニコラス・ケイジは一時期、シュレック役のオファーを受けていたが、それを断った。1996年、ドリームワークスはクリス・ファーレイを声優に起用した。
ファーレイは、このキャラクターの台詞の9割程を録音していたが、完成を待たずに1997年12月に死去した。これにより、絵コンテや録音セッションなど、1人で3,400万ドルもかかった映画の開発が破棄された。『シュレック』の脚本家であるテリー・ロッシオは、ファーレイの演技を「並外れていた」と表現している。2015年8月、ファーレイの声が収録された映像がインターネット上に流出した。

1998年8月、ドリームワークスはマイク・マイヤーズを起用した。マイヤーズは、ファーレイ版シュレックの痕跡を残さないために、脚本を完全に書き直すことを主張した。シュレックの声を担当することに興味を持った理由として、自分の母親がおとぎ話を演じていたことを思い出したと述べている。
| 「 | 母は私をトロントの図書館に連れて行き、おとぎ話を借りてきました。母は女優だったので、おとぎ話に出てくる様々なキャラクターを私に演じてくれました。そして、母は何かを変えていました。例えば、母がリバプール出身だから、象のババールもリバプール出身だとか。このように、私には童話にまつわる素晴らしい思い出や関連性があります。私に子供ができたら、子供たちを連れて行きたいのは、よくできた、ばかばかしい、楽しいおとぎ話だと思ったのです。でも、それは素晴らしい経験でした。そして、『シュレック』は本当に古典的な、おとぎ話の古典だと思います。 | 」 |

2000年2月、マイヤーズがシュレックの声を演じ終え、映画のラフカットが終わった後、彼はすべてのセリフをスコットランドのアクセントで録り直したいと申し出た。また、『ハネムーンは命がけ』や『オースティン・パワーズ: デラックス』など、過去に出演した映画でも使われていた。マイヤーズはその理由を「『シュレック』には、おとぎ話に出てくる王様や女王様と庶民の間に階級闘争がある。私はずっと、シュレックは労働者階級で育ったと思っていた。また、悪役のファークアード卿はイギリス人として演じていたため、スコットランド人を思い浮かべた。」と語っている。カッツェンバーグ監督はこの代替案を聞き、「とても良かったため、400万円分のアニメーションを取り出して、もう一度収録をやり直した。」と映画のシーンを収録し直すことに同意した。
マイヤーズは後に「スピルバーグからは、このキャラクターを大切にしてくれたことへの感謝の手紙が届いた。そして、スコットランドのアクセントが映画を良くしたと言っていた。」と報告している。
シュレックの家の初期のスケッチは、1996年と1997年にPhotoshopを使って描かれたもので、シュレックが最初に住んでいたのは、ワートクリークという人間の村の近くのゴミ捨て場だった。一時は両親と同居することになり、寝室に腐った魚を置いていた。アートディレクターのダグラス・ロジャースは、シュレックの沼地のインスピレーションを得るために、サウスカロライナ州チャールストンにあるマグノリアプランテーションを訪れた。
2001年には、日本での映画公開も予定されていた事により、日本語の吹き替え声優としては、吉本興業に所属するダウンタウンの浜田雅功が起用された。理由としては、マイヤーズは外国の関西弁で言うスコットランド訛りの英語でもあったことから、浜田が起用され、大阪弁でシュレックを演じた。テレビ放送や試写会では、声優業で浜田は不平不満を抱いておった事も語っており、一度は制作スタッフに『お前がやれぇ！』っと怒号を突きつけそうになったが、後半以降は不平不満そのものが無くなって、最後までシュレックを演じきることに成功した。

## 出演
シュレックは、2001年に公開された映画の舞台ミュージカル版に登場し、2008年に公開された。ブロードウェイ俳優のブライアン・ダーシー・ジェームズがシュレックを担当し、トニー賞にもノミネートされた。シュレックはミュージカルでもほとんど変わらず、プロットも同じだった。しかし、ミュージカルと映画では細かい部分で様々な違いがある。他にも、ベン・クロフォード（ブロードウェイ）、エリック・ピーターセン（ナショナルツアー）、ジェイコブ・ミン・トレント（ブロードウェイ代役）、ブライアン・ゴンザレス（ブロードウェイ／ナショナルツアー代役）、デビッド・フォレイ・ジュニア（ナショナルツアー代役）、そして2011年からはナイジェル・リンゼイ（ウエストエンド）がシュレックを演じている。
2010年5月21日、シュレックはロサンゼルスのハリウッド・ウォーク・オブ・フェイムの星を獲得した。
ビデオゲームでは、『Tony Hawk's Underground 2』でアンロックプレイヤーとして、『Madagascar Kartz』と『DreamWorks Super Star Kartz』でプレイアブルキャラクターとして登場した。

### インターネット・ミーム
ソーシャルメディアでは、シュレックは様々なインターネット・ミームの中で描かれている。シュレックの人気は、2012年から2014年にかけて存在した画像掲示板「ShrekChan」によるものである。イメージボード上の『シュレック』ファンは、『マイリトルポニー』のファンのことを指す"bronies"をもじって"brogres"と呼ばれており、ミームにはセックス、ドラッグ、暴力などの生々しいものが含まれていることが多く、その衝撃的な価値を高めていた。最も悪名高いのは「Shrek is love, Shrek is life」というミームで、Source Filmmakerで制作されたアニメーションビデオで、シュレックが鬼を崇拝する少年とアナルセックスをするというもの。アトランティックのライターであるデビッド・シムズは、この現象を『シュレック』シリーズになぞらえて「それは、私たちが一時的に好きになったものの、すぐにその空しさに気づいた多くのものを象徴している。」と語っている。

## 担当声優
原語版
- マイク・マイヤーズ - 『シュレックシリーズ』『シュレック・カラオケ・ダンス・パーティ』『"遠い遠い国"アイドル・コンテスト』『シュレックの愉快なクリスマス』『シュレック 怖がりやは誰だ』『ドンキーのクリスマス・シュレクタキュラー』
- マイケル・ガフ（ビデオゲーム、『シュレック・カラオケ・ダンス・パーティ』『"遠い遠い国"アイドル・コンテスト』『スリラーナイト』の歌唱部分

日本語吹替版
- 浜田雅功（ダウンタウン） - 『シュレック』『シュレック2』『シュレック3』『シュレック フォーエバー』
- 目黒光祐（第1作のみ、初回収録版）
- 西凛太朗（スピンオフ作品、ユニバーサル・スタジオ・ジャパン「シュレック4-Dアドベンチャー」などにおける代役）